# Petr Štěpán Petrović-Njegoš
Petr Štěpán Petrović-Njegoš (10. října 1889 – 7. května 1932) byl černohorský princ, poslední potomek (třetí syn) černohorského knížete a později krále Nikoly I. Petroviće-Njegoše a jeho ženy kněžny a královny Mileny Vukotić. Proslul především jako velice schopný voják a velitel v první světové válce, v neposlední řadě také ve válkách Balkánských. Díky jeho skvělým výkonům náležel princi Petrovi titul velkovévoda Zahumlienský – prozatím jako poslední držitel titulu v historii, který byl předtím naposledy použit před více než 90 lety.
Patřil k dynastii Petrovićů-Njegošů a byl členem černohorské královské rodiny.

## Život

### Mládí
Princ Petr Petrović-Njegoš se narodil 10. října 1889 v královském paláci v Cetinje, kde také vyrůstal společně se svými sourozenci. ledna  1890 byl pokřtěn v královské pevnosti v Rijece Crnojevića jako Petr Štěpán. Jeho kmotry byli ruský car Alexandr III. a Marie Alexandrovna, vévodkyně z Edinburghu. Byl vzděláván na prestižní soukromé škole v Bělehradě a později na vojenské akademii v Heidelbergu.
Od mládí disponoval zájmem o atletiku, bojová umění a dobrým logickým myšlením. Již ve třinácti letech byl princ Petr fyzicky velmi zdatný, měl dobře vyvinuté nejen bicepsy, ale i břišní či stehenní svalstvo.

### Vojenská kariéra
V roce 1907, tedy už ve svých 18 letech se princ Petr Štěpán stal vojákem v Černohorské královské armádě, ale brzy poté se díky svým vynikajícím schopnostem a charisma stal jedním z nejvyšších velitelů armády.

#### První balkánská válka

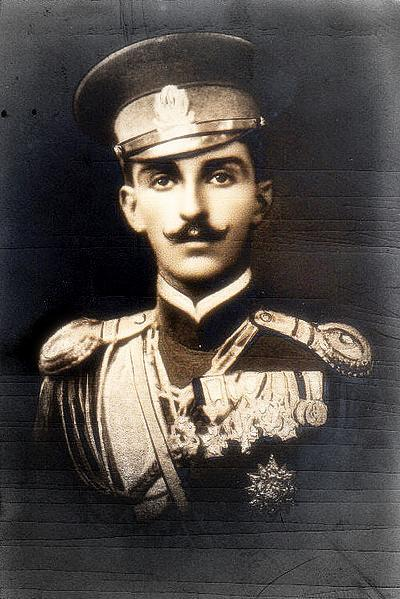
Princ Petr Štěpán v roce 1909 jako velitel Černohorské královské národní armády

Princ Petr očekával vypuknutí první světové války již po anexi Bosny a Hercegoviny Rakousko-Uherskem v roce 1908. O tom také napsal v dopise svému synovci Jiřímu Karađorđevićovi, srbskému korunnímu princi, a zmínil se, že by se rád „střetnul s těmi nenasytnými Rakušany na Crimsonově poli“. Když 26. září 1912 Černohorci překročili hranice Osmanské říše, princ Petr coby velitel armády symbolickým prvním výstřelem proti tureckému vojsku odstartoval První balkánskou válku. V dubnu 1913 černohorská armáda pod vedením krále Nikoly I., jeho nejstaršího syna korunního prince Danila III. Alexandra a především prince Petra Štěpána dobyla albánské město Skadar a velkou část severní části země. Dobytí Skadaru se stalo v Černé Hoře velkou slávou a znamenalo upevnění pozice prince Petra jako vojenského velitele. Černohorci odmítali vzdát se Skadaru i po vyhlášení částečné albánské autonomie a hrozbě evropských velmocí, podporu Ruského impéria ale neztratili. Skadarskou krizi nakonec vyřešil úplatek Nikolovi I.
Během této války Černá Hora také získala značnou část Kosova.

#### Následník trůnu?
Coby nejmladší syn krále byl princ Petr některými černohorskými diplomaty předpokládán jako následník nejen trůnu černohorského (v případě smrti či vážného zranění jeho nejstaršího bratra korunního prince Danila III.), ale po dobytí Skadaru i trůnu albánského. Z těchto plánů ale naneštěstí nic nevzešlo a albánským knížetem se v roce 1913 stal německý šlechtic Vilém Wied.

#### Druhá balkánská válka
Po vítězství Černé Hory v roce 1912 neměl král Nikola I. žádné důvody se do nově vypuknuté Druhé balkánské války zapojovat. To ovšem změnila naléhavá prosba Srbů o pomoc v bojích proti Bulharsku. Princ Petr se stal velitelem vojáků při tažení na pomoc svým srbským spojencům a právě díky jeho vedení porazili Srbové za značné pomoci Černohorců na řece Bregalnici bulharskou armádu.

### První světová válka

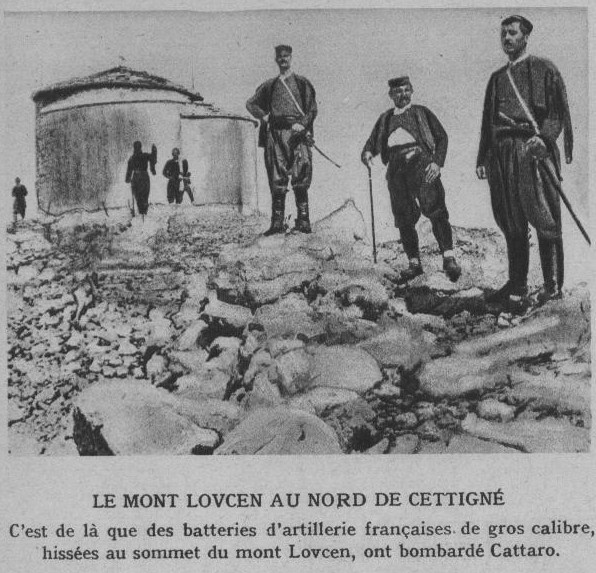
Černohorští vojáci pod vedením prince Petra na opevněném vrcholu hory Lovćen v roce 1914

Po vypuknutí první světové války 28. července 1914 zaujala Černá Hora válečné postavení a ihned vyhlásila válku státům Trojspolku. Přestože měla Černohorská královská národní armáda pouze 55 000 vojáků (včetně rezervních jednotek), nařídil král Nikola okamžitou mobilizaci. V Cetinje se začaly sestavovat válečné plány na návrhy nejen prince Petra, ale i krále Nikoly, státních ministrů a generálů.
Princ Petr se zúčastnil několika důležitých bitev. Na konci srpna 1914, měsíc po vypuknutí války, byl Petr pověřen vedením vojska, bránícího pobřeží Černé Hory proti Rakušanům z opevněného vrcholu hory Lovćen. Za pomoci válečné flotily Černohorského královského námořnictva a také anglo-francouzského loďstva se princi Petrovi dlouho vedlo úspěšně odrážet útoky rakousko-uherské armády. Černohorským vojákům se podařilo zabít, zajat a odzbrojit v údolí pod horou mnoho rakouských vojáků a získat taky četnou dělostřeleckou techniku.
V březnu 1915 začala černohorská armáda postupovat směrem k pobřežnímu městu Sutomore a k pevnostem v jižních částech Boky Kotorské – tehdy sporným rakousko-černohorským územím, nyní územím patřícím Černé Hoře. Černohorci úspěšně vytlačili rakouskou armádu z velké části pobřeží Jadranu a skupina vojáků pod vedením prince Petra poté bombardovala tehdy rakousko-uherské město Kotor z vrchu Lovćenu.
Avšak již v květnu 1915 se situaci obrátila v neprospěch Černé Hory. V Budvě proběhlo setkání prince Petra a rakouského plukovníka Leopolda Hupky, bývalého rakousko-uherského velvyslance v Černé Hoře. S nenadálou převahou rakouských vojáků nezbylo princi Petrovi říci nic jiného, než že Rakousko požádal o zastavení bombardování černohorských měst rakouskými letadly a to, že jednal na rozkaz svého otce. Na světlo však vyšla mnohá nemilá fakta - Rakušané byli zásobováni srbskými separatisty, takže cesta na vrch Lovćenu pro ně byla mnohem jednodušší a dále také písemný rozkaz Rakouska pro Černou Horu, jež nařizoval ústup a umožnění Rakušanů obsadit horu Lovćen.

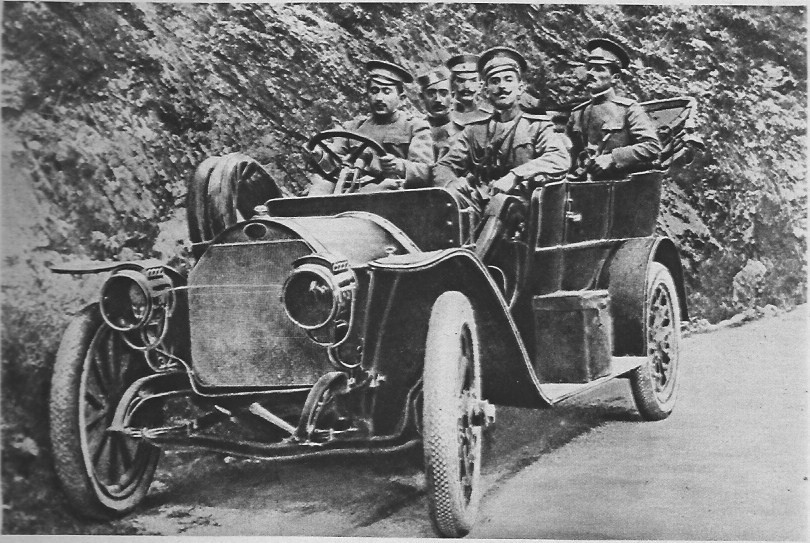
Princ Petr s předními černohorskými generály v roce 1916

V roce 1916 byl Petr Petrović-Njegoš nucen podepsat kapitulaci a jeho stažení z Lovćenu bylo tudíž nevyhnutelné. Válka nyní prospívala početně silnějším Rakušanům. Černohorská královská rodina se nejprve stáhla do zimního královského paláce v Podgorice, kde probíhaly poslední marné pokusy o zachránění země. V lednu 1916 musel princ Petr s ostatními členy královské rodiny odejít ze země do exilu - nejdříve se usadili v Římě na dvoře Eleny Alexandry Petrović-Njegoš, Petrovy starší sestry a italské královny, později do Francie do města Cap d'Antibes, kde měla královská rodina značný majetek. Všichni očekávali snahu Petrova bratra prince Mirka Dimitrije (po abdikaci Danila Alexandra na funkci korunního prince se jednalo o následníka trůnu) o udržení Černé Hory jako nezávislého státu ve válečném stavu, avšak Mirko byl v těchto věcech značně nerozhodný a bohužel zklamal. 20. června 1917 byla podepsána Korfská deklarace, zbavující dynastii Petrovićů-Njegošů vlády na černohorské trůně a Černá Hora byla anektována Srbskem a zbavena nezávislosti.

## Exil a manželství
Na podzim roku 1918, již ve francouzském exilu odjel princ Petr krátce z Cap d'Antibes na diplomatickou cestu do Paříže, kdy se setkal s Violetou Brunetovou, jejíž manžel byl ve službách krále Nikoly I. Petr se do této vdané ženy zamiloval a neustále bombardoval svého otce dopisy o povolení Violetina rozvodu a následně jejich sňatku. Když král, unavený a zlomený četnými nepříjemnými zprávami o situaci anektované Černé Hory, stále odmítal a sdělil svému nejmladšímu aby si vybral ženu svobodnou, jak se na příslušníka královské dynastie hodí, oznámil princ Petr své úmysly odhalit pravdu o kapitulaci z hory Lovćen. Situaci nakonec pomohla vyřešit Petrova matka královna Milena a především dopisy od Petrovy sestry italské královny Eleny.
S koncem první světové války byl členům královské rodiny odepřen návrat do Černé Hory, když rozhodla nezákonně ustanovená Podgorická skupština pevně spojit Černou Horu s mnohonárodnostním Jugoslávským královstvím.
O dva roky později, shodou okolností také v Paříži, se princ Petr u lůžka svého umírajícího přítele setkal s mladou koncertní umělkyní Violet Emily Wegnerovou (další shodou okolností ženou se stejným jménem jako v minulosti), dcerou německého policisty Viléma Wegnera a dánské morganatické šlechtičny Arabely Alizy von Darby. Po Petrově žádosti o ruku Violet Wegnerové přesvědčila Violetina matka pár se sňatkem počkat, jelikož měl princ Petr nárok na náhradu škody ve výši 6 000 000 amerických dolarů za konfiskaci černohorského královského majetku od Vlády Jugoslávie. Violetina matka se obávala, že pokud by si princ vzal ženu z prostého lidu (morganatické manželství nebylo uznáváno), mohlo by to ohrozit jeho nárok na získání peněz a požádala jej, aby si před obřadem nejdříve peníze nechal vyplatit. Po mnoha letech marných pokusů o získání financí Petr snížil svůj požadavek z šesti na dva miliony dolarů. Ale ani rok po podepsání závazné smlouvy v Bělehradě se rodina slibovaných dvou milionů nedočkala. Princi Petr nakonec vzdal čekání na náhradu škody a dne 29. dubna 1924 se v Paříži oženil. Violet Wegnerová se po svatbě stala princeznou Violet Ljubicou Černohorskou.
Na podzim 1924 se manželům narodil syn Baltazar, ten však zemřel krátce po porodu. Tato událost velmi zlomila princeznu Violet, ale především prince Petra. Pár poté již neměl žádné děti. V roce 1926 se manželé rozhodli – i přes nesouhlas mnohých členů královské rodiny – přestěhovat do Dánska na Jutský poloostrov do venkovské usedlosti Ilderhede, která patřila Wegnerovic rodině, kde strávili příjemné čtyři roky života ve společnosti dánských venkovanů, u kterých se stali dosti oblíbenými.

## Konec života
V roce 1930 se Petr s Violet přestěhovali kvůli princově zhoršenému zdravotnímu stavu do italského lázeňského města Merano. Zde princ Petr Černohorský dne 7. května 1932 zemřel. Smrt manžela se stala pro princeznu Violet další hlubokou citelnou ztrátou. Violet Wegnerová zemřela 17. října 1960 v Monte Carlu. Svého manžela přežila o 28 let.

## Vyznamenání
- Řád Petrovićů-Njegošů
- Řád sv. Petra Cetinjského
- Vojenský řád Savojských
- Řád italské koruny
- Řád sv. Jiří
- Vojenský řád San Marina
- Řád Karađorđeho hvězdy